# Beautiful Wedding
Beautiful Wedding is een Amerikaanse romantische komedie uit 2024, onder regie en geschreven door Roger Kumble. De film werd op 24 januari 2024 uitgebracht door Vertical Entertainment. De film is het vervolg op Beautiful Disaster uit 2023. De hoofdrollen worden opnieuw vertolkt door Dylan Sprouse en Virginia Gardner.

## Verhaal
Abby Abernathy en Travis Maddox beleven een wilde nacht in Las Vegas. De volgende ochtend komen ze tot hun grote verbazing erachter dat ze getrouwd zijn. Voor de huwelijksreis gaan ze naar Mexico waar ze met familie en vrienden een doldwaze huwelijksreis beleven.

## Rolverdeling
| Acteur           | Personage      |
| ---------------- | -------------- |
| Dylan Sprouse    | Travis Maddox  |
| Virginia Gardner | Abby Abernathy |
| Libe Barer       | America        |
| Austin North     | Shepley        |
| Rob Estes        | Benny          |
| Steven Bauer     | Sancho         |
| Kyle Richards    | Vivian Hayes   |
| Alex Aiono       | Miguel         |
| Declain Laird    | Taylor Maddox  |
| Micky Dartford   | Tyler Maddox   |
| Jack Hesketh     | Trenton Maddox |
| Trevor Van Uden  | Thomas Maddox  |
| Neil Bishop      | Parker Hayes   |

## Productie
In september 2023 werd bekend gemaakt dat Beautiful Disaster een vervolgfilm met de titel Beautiful Wedding zou krijgen. Roger Kumble nam opnieuw de regie op zich en hoofdrolspelers Dylan Sprouse en Virginia Gardner keerden terug. De opnames vonden aan het eind van 2022 plaats in de Dominicaanse Republiek.

## Première
Beautiful Wedding werd uitgebracht op 24 januari 2024 in de Verenigde Staten voor twee avonden als onderdeel van de Fathom Events.  Op digitale platforms werd de film door Vertical Entertainment uitgebracht op 13 februari 2024.